# Distribución logística
En la teoría de la probabilidad y estadística, la distribución logística es una distribución de probabilidad continua cuya función de distribución es la función logística, que aparece en el contexto de la regresión logística y determinados tipos de redes neuronales. Es similar a la distribución normal en forma pero tiene colas más pesadas (mayor curtosis).

## Especificación
Sean {\displaystyle X} una variable aleatoria continua, {\displaystyle \mu \in \mathbb {R} } y {\displaystyle s>0}, si {\displaystyle X} tiene una distribución logística con parámetros {\displaystyle \mu } y {\displaystyle s} entonces escribiremos {\displaystyle X\sim \operatorname {Logistica} (\mu ,s)}.

### Función de densidad
Su función de densidad es:
{\displaystyle {\begin{aligned}f_{X}(x;\mu ,s)&={\frac {e^{-(x-\mu )/s}}{s\left(1+e^{-(x-\mu )/s}\right)^{2}}}\\&={\frac {1}{4s}}\;\operatorname {sech} ^{2}\!\left({\frac {x-\mu }{2s}}\right)\end{aligned}}}
Nótese que esta función puede expresarse en términos del cuadrado de la función secante hiperbólica, por lo que en ocasiones puede referirse a esta distribución como la distribución secante hiperbólica.
En particular, cuando {\displaystyle \mu =0} y {\displaystyle s=1} entonces la función de densidad se reduce a
{\displaystyle {\begin{aligned}f_{X}(x;0,1)&={\frac {e^{-x}}{\left(1+e^{-x}\right)^{2}}}\\&={\frac {1}{4}}\;\operatorname {sech} ^{2}\!\left({\frac {x}{2}}\right)\end{aligned}}}
y en tal caso decimos que se trata de la distribución logística estándar. 

### Función de distribución
La distribución logística recibe su nombre por su función de distribución, que pertenece a la familia de las funciones logísticas. La función de distribución de la distribución logística también es una versión escalada de la tangente hiperbólica.
{\displaystyle {\begin{aligned}F_{X}(x;\mu ,s)&={\frac {1}{1+e^{-(x-\mu )/s}}}\\&={\frac {1}{2}}+{\frac {1}{2}}\;\operatorname {tanh} \!\left({\frac {x-\mu }{2s}}\right).\end{aligned}}}

### Parametrización alterna
Si se realiza la sustitución {\displaystyle \sigma ^{2}=\pi ^{2}\,s^{2}/3}, la función de densidad queda de la forma:
{\displaystyle g(x;\mu ,\sigma )=f(x;\mu ,\sigma {\sqrt {3}}/\pi )={\frac {\pi }{\sigma \,4{\sqrt {3}}}}\,\operatorname {sech} ^{2}\!\left({\frac {\pi }{2{\sqrt {3}}}}\,{\frac {x-\mu }{\sigma }}\right).}

### Función de distribución inversa
La inversa de la función de distribución (función cuantil) de la distribución logística es una generalización de la función logit, su derivada es llamada la función de densidad cuantil y están definidas por
{\displaystyle {\begin{aligned}&F^{-1}(p;\mu ,s)=\mu +s\,\ln \left({\frac {p}{1-p}}\right)\\&{\frac {dF^{-1}(p;s)}{dp}}={\frac {s}{p(1-p)}}\end{aligned}}}

## Propiedades
Si {\displaystyle X\sim \operatorname {Logistica} (\mu ,s)} entonces la variable aleatoria {\displaystyle X} satisface algunas propiedades:

### Media
La media de {\displaystyle X} es {\displaystyle \mu }, esto es,
{\displaystyle \operatorname {E} [X]=\mu }
para demostrar este resultado se parte de la definición de esperanza
{\displaystyle {\begin{aligned}\operatorname {E} [X]&=\int _{-\infty }^{\infty }{\frac {xe^{-(x-\mu )/s}}{s\left(1+e^{-(x-\mu )/s}\right)^{2}}}\;dx\\&=\int _{-\infty }^{\infty }{\frac {x}{4s}}\operatorname {sech} ^{2}\left({\frac {x-\mu }{2s}}\right)dx\end{aligned}}}
haciendo el cambio de variable 
{\displaystyle {\begin{aligned}u&={\frac {(x-\mu )}{2s}}\\du&={\frac {1}{2s}}dx\end{aligned}}}
obtenemos
{\displaystyle {\begin{aligned}\operatorname {E} [X]&=\int _{-\infty }^{\infty }{\frac {2su+\mu }{2}}\operatorname {sech} ^{2}(u)du\\&=s\int _{-\infty }^{\infty }u\operatorname {sech} ^{2}(u)du+{\frac {\mu }{2}}\int _{-\infty }^{\infty }\operatorname {sech} ^{2}(u)du\end{aligned}}}
Nótese que la primera integral vale cero, esto es
{\displaystyle \int _{-\infty }^{\infty }u\operatorname {sech} ^{2}\left(u\right)du=0}
pues se está integrando una función impar sobre un intervalo simétrico por lo que
{\displaystyle {\begin{aligned}\operatorname {E} [X]&={\frac {\mu }{2}}\int _{-\infty }^{\infty }\;\operatorname {sech} ^{2}\left(u\right)du\\&={\frac {\mu }{2}}\,2\\&=\mu \end{aligned}}}

### Varianza
La varianza de {\displaystyle X} es {\displaystyle \pi ^{2}s^{2}/3}, esto es,
{\displaystyle \operatorname {Var} (X)={\frac {\pi ^{2}s^{2}}{3}}}

### Momentos de orden superior
El {\displaystyle n}-ésimo momento central puede ser expresado en términos de la función cuantil:
{\displaystyle {\begin{aligned}\operatorname {E} [(X-\mu )^{n}]&=\int _{-\infty }^{\infty }(x-\mu )^{n}dF(x)\\&=\int _{0}^{1}\left(F^{-1}(p)-\mu \right)^{n}dp\\&=s^{n}\int _{0}^{1}\ln ^{n}\!\left({\frac {p}{1-p}}\right)dp.\end{aligned}}}
Esta integral es conocida y puede expresarse en términos de los números de Bernouilli: 
{\displaystyle \operatorname {E} [(X-\mu )^{n}]=s^{n}\pi ^{n}(2^{n}-2)\cdot |B_{n}|.}

## Aplicaciones
La distribución logística ha sido usada extensamente en áreas como:
- Biología: para describir cómo se comportan las especies en entornos competitivos[2]
- Epidemiología - para describir la propagación de epidemias[3]
- Psicología - para describir el proceso de aprendizaje[4]
- Tecnología - para describir cómo las tecnologías se popularizan y compiten entre sí[5]
- Marketing - para estudiar la difusión de nuevos productos[6]
- Energía - para estudiar la difusión y sustitución de unas fuentes de energía primarias por otras[7]

El cálculo del elo en ajedrez utiliza actualmente la distribución logística en lugar de la normal con la que fue diseñado originalmente.

## Distribuciones relacionadas
- Si {\displaystyle X\sim \operatorname {Logistica} (\mu ,s)} entonces {\displaystyle kX+\ell \sim \operatorname {Logistica} (k\mu +\ell ,ks)}.
- Si {\displaystyle X\sim \operatorname {U} (0,1)} entonces {\displaystyle \mu +s[\ln(X)-\ln(1-X)]\sim \operatorname {Logistica} (\mu ,s)}.
- Si {\displaystyle X\sim \operatorname {Exponencial} (1)} entonces {\displaystyle \mu +s\ln(e^{X}-1)\sim \operatorname {Logistica} (\mu ,s)}.
- Si {\displaystyle X,Y\sim \operatorname {Exponencial} (1)} entonces {\displaystyle \mu -s\ln \left({\frac {X}{Y}}\right)\sim \operatorname {Logistica} (\mu ,s)}.
- Si log(X) sigue la distribución logística, entonces X sigue la distribución log-logística y X - a la distribución log-logística desplazada.

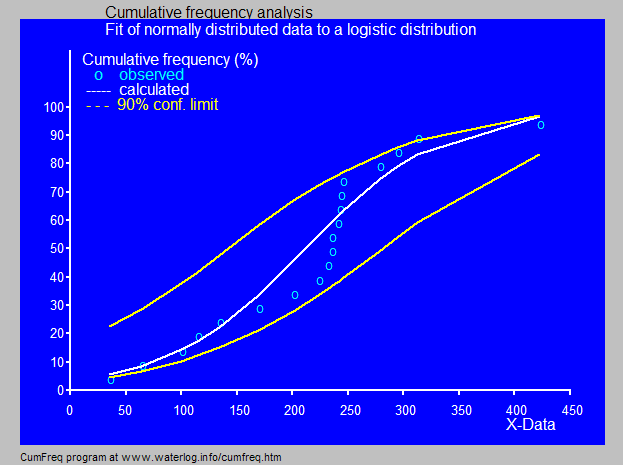
Aplicación de la distribución logística de probabilidad acumulada a lluvias mensuales en Surinam.

## Aplicaciones
En la hidrología se presume que precipitaciones y descargas de ríos de larga duración (por ejemplo mensuales o anuales) siguen una distribución normal de acuerdo al teorema del límite central.

Sin embargo, esta distribución requiere una aproximación numérica para calcular las probabilidades. Ya que la distribución logística, que se soluciona analíticamente, es semejante a la normal, esta se deja utilizar en su lugar.
La imagen azul ilustra un ejemplo del ajuste de la distribución logística a datos de lluvia mensual de octubre y muestra los intervalos de confianza basados en la distribución binomial.